# クロード・レヴィ＝ストロース
クロード・レヴィ＝ストロース（Claude Lévi-Strauss、1908年11月28日 - 2009年10月30日）は、フランスの社会人類学者、民族学者。ベルギーのブリュッセルで生まれ、フランスのパリで育った。コレージュ・ド・フランスの社会人類学講座を1984年まで担当し、アメリカ先住民の神話研究を中心に研究を行った。アカデミー・フランセーズ会員。
専門分野である人類学、神話学における評価もさることながら、一般的な意味における構造主義の祖とされ、彼の影響を受けた人類学以外の一連の研究者たち、ジャック・ラカン、ミシェル・フーコー、ロラン・バルト、ルイ・アルチュセールらとともに、1960年代から1980年代にかけて、現代思想としての構造主義を担った中心人物のひとり。

## 主な経歴

### 生い立ちから学生時代まで 1908-1929
1908年に、両親が一時的に滞在していたベルギーのブリュッセルで生まれる。両親ともアルザス出身のユダヤ人の家系であり、また両親はイトコ同士であった。曽祖父はイザーク・シュトラウスという作曲家で、同時代に活躍したワルツ王ヨハン・シュトラウス2世と同姓であったことから生前パリで人気があったという。姓の一部「ストロース」は「シュトラウス」のフランス語風の読み方である。父親の職業は画家であり、その交友関係は芸術を通じてのものが多かった。そのため、幼少期から、芸術に親しみやすい環境で育った。
少年期には、ピカソやストラヴィンスキー、ワーグナーなどを同時代的に摂取しただけでなく、ジャポニスム期、印象派の時代からフランスへさかんに紹介されていた浮世絵を初めとする日本の文物にも触れており、日本の美術工芸への関心を持ち続けた。
両親の友人らを通じて、比較的早くからマルクス主義に触れ、高校から大学時代にかけては、社会主義運動に参加し学生組織の書記長を務めた。また、ベルギー社会党の協同組合運動をフランスに紹介したほか、社会党代議士ジョルジュ・モネの秘書として法案作成に携わるなど、政治的な活動も行っていた。
ソルボンヌ大学を卒業し、法学の学士号を取得する傍ら、哲学を学び、アグレガシオン（哲学教授資格試験）に合格する。合格後の教育実習の同期生には、モーリス・メルロー＝ポンティ、シモーヌ・ド・ボーヴォワールなどがいた。
教授資格取得後、2つのリセ（フランスにおける中等教育機関、日本の高等学校に相当する）で、哲学教師を経験する。その時期には、資格取得試験のために中断していた政治活動を再開し、教師生活をしながら、ベルギー出身の社会主義理論家ヘンドリック・ド・マン（アンリ・ド・マン）のパリ講演を企画したり、赴任地の地方議会への立候補を企てるなどの活動を行った。また、哲学教師としての生活にあきたらず、パリ大学での指導教授の一人であった社会学者セレスタン・ブーグレから、新設のブラジル、サンパウロ大学の社会学教授としての赴任の打診を受けたことをきっかけに、当時興味をもち始めていた民族学のフィールドワークへの期待を抱いて、社会学の教授としてブラジルへと渡る。

### ブラジルでの教師生活 1930-1939
大学教授として、1932年の護憲革命後の新たな社会の担い手を自認する新興ブルジョワ層の学生相手に社会学を講じ、妻ディナとともにサンパウロ州の郊外を中心に民族学のフィールドワークに取り組んだ。
2年間の大学教授生活の間は、主に大学の休暇を利用して現地調査を行い、長期休暇の際には、パラグアイとの国境地帯に居住していたカデュヴェオ族や、ブラジル内陸のマトグロッソ地方に居住していたボロロ族のもとでの調査を行った。これらの調査結果は、フランスへの一時帰国の際に、マルセル・モースらの後援のもとで、パリの人類博物館などで発表された。その後、大学からの任期延長の話を断り、1936年からほぼ一年間を、ブラジルの内陸部を横断する長期調査に費やす。この調査の途上で、ナムビクワラ族やトゥピ＝カワイブ族など、アマゾン川の支流に暮らすいくつかの民族と接触している。
ブラジルに渡るまでの経緯や、ブラジルでの現地調査などのさまざまな体験、さらに後述の亡命を経て第二次大戦後フランスに帰国する頃までの体験のいくつかが、著書『悲しき熱帯』（1955年）のなかで印象的に回想されている。

### ニューヨークにおける亡命生活 1940-1949
ブラジルでの長期横断調査の後、第二次世界大戦前夜にフランスに帰国して応召、西部戦線に従軍する。フランスの敗戦により兵役解除となり、いったん南仏に避難するも、ナチスによるユダヤ人迫害が迫るのを逃れて、マルセイユから船でアメリカ合衆国へ亡命する。同じ船上には、シュルレアリスト詩人のアンドレ・ブルトンもいた。
亡命先のニューヨークでは、ブルトンを初め、当時ニューヨークに集っていたシュルレアリストたちと親しく交際。彼らと連れ立って、アメリカ先住民の美術工芸品の収集を熱心に行っていた。社会人大学のニュースクール・フォー・ソーシャル・リサーチにて文化人類学を講じる。当時のニューヨークにはまたヨーロッパからのユダヤ系をはじめとする亡命知識人たちがおり、ニュースクールには彼らが教師として多数名を連ねていた。
この大学において同じく合衆国へと亡命してきていた言語学者・民俗学者のロマン・ヤコブソンと知り合う。二人はお互いの講義を聴講しあい、レヴィ＝ストロースは彼から、彼自身が主導してきた構造言語学の方法論、とりわけ音韻論（音素およびその二項対立的な組成、さらにゼロ音素の概念など）の発想を学び、ブラジルでのフィールドワークにおいて漠然とした着想を得ていた、親族構造論の骨格として活用することを思いつく。
1945年の論文『言語学と人類学における構造分析』において、音韻論的な二項対立を活用して親族組織を分類するための基礎的な方法論がテストされた後、第二次大戦の終結後も合衆国にとどまり、およそ2年間の執筆期間をかけて、デュルケム学派の親族論の批判的継承やモースの贈与論の着想の活用をはじめ、従来の人類学・社会学の近親相姦および親族関係の主題を網羅したうえで、女性の交換を親族構造の根本的機能であることを提起した序論および第1部と理論部と、それに続いて、ニューヨーク公共図書館に通いつめての所蔵文献資料の検討の結果である、オーストラリアから北東・東南アジア・古代中国・インドの親族構造を題材にそうした交換様態の存在を例証した第2部・第3部からなる大著『親族の基本構造』を、博士論文として完成させた。

### 『親族の基本構造』の発表から社会人類学講座の創設 1950-1959
1948年頃に完成した『親族の基本構造』を携えて、フランスへと帰国する。1949年に『親族の基本構造』は論文審査を通過し、フランスにおいて公刊される。神話学者ジョルジュ・デュメジルの紹介により、高等研究実習院に職を得て、未開社会における宗教をめぐるセミネールを、この後、コレージュ・ド・フランスへの社会人類学講座創設にともなってのこのセミネールが発展的に解消されるまで担当する。この間、マルセル・モースの著作集『社会学と人類学』の編集にたずさわり、「浮遊するシニフィアン」の概念などを提起しつつ、モースを彼自身の構造人類学の先駆者として再読する長大な序文を執筆するなど、自身の方法論である構造人類学をいわばフランス社会学派の相続者のひとつとして認知させる方向で研究をすすめていく。
1951年、1952年の2度にわたってコレージュ教授選へと立候補するも、学閥間の争いの結果として落選する。1958年の再々度の立候補までの間、みずからの方法論を冠した初めての論文集『構造人類学』（1958年）に所収される民族学・社会人類学関連の諸論文を執筆し研究活動を続けるかたわら、ユネスコの反人種主義キャンペーンのための小冊子『人種と歴史』（1952年）を執筆したほか、メルロ＝ポンティとサルトルが共同で編集していた論壇誌『タン・モデルヌ（現代）』誌でも「火あぶりにされるサンタクロース」をはじめとして幅広い論考を世に問うており、さらには1955年の自叙伝的色彩をもった民族誌風の著作『悲しき熱帯』の刊行によりセンセーショナルな評価を獲得する。『基本構造』によって学会内部で著名であった彼の名前は、一気に世間に知れ渡ることになった。
3度目の立候補で、親友の哲学者であるメルロ＝ポンティの尽力をはじめ、デュメジルやバンヴェニストらの後押しもあって、1959年からコレージュ・ド・フランスの教授に選出される。この選出により彼が担当することになる講座は、新設の社会人類学講座であり、コレージュ・ド・フランスに人類学系の講座が設けられたのはこれが最初であった。
またこの社会人類学講座の創設と前後して、人類学のための学術雑誌『L'Homme（人間）』が、彼の呼びかけのもと、言語学者バンヴェニストや先史学者ルロワ＝グーラン、さらに地理学者のピエール・グルーらを編集同人に加えて発刊される。それまではフランスに存在しなかった、大英帝国の『王立人類学協会雑誌』、『マン』誌、アメリカ合衆国人類学会の学会誌『アメリカン・アンスロポロジスト』のような人類学専門誌の創刊により、前述の社会人類学講座と合わせて、フランスにおける人類学研究の拠点のひとつの軸が形成され、彼も自身の研究を勧めるとともに、この研究グループに指導的立場として関わっていくことになる。

### 『今日のトーテミスム』および『野生の思考』から『神話論理』へ 1960-1969
コレージュ教授への就任と前後して、レヴィ＝ストロースの研究活動の中心は、拠点としてはコレージュにおける毎年度の講義に、主題としては高等研究実習院のセミネール担当以来取り組んできた、未開社会の宗教研究とりわけ未開社会の神話の研究へと移った。パリの人類博物館や高等研究実習院の人類学関連部門と連携しつつセミネールを運営しながら研究活動を行っていった。これ以降、1984年のコレージュ退職までに刊行された著作はすべて（および、1969年度講義をもとにして1992年に刊行された『大山猫の物語』）、まず講義において着想が練られ、聴講者との議論を経たのちに、著作として刊行されたものである。
1962年には、前年度の講義「今日のトーテミスムおよび野生の思考」を下敷きにして、トーテミズムという人類学上の概念を批判的に検討し、従来の用法を徹底的に解体しつくした『今日のトーテミスム』、ならびに、その解体作業を踏まえて未開的分類論がもつある種の合理性を説得的に取り出し、『人種と歴史』において挑発的に提出した「冷たい社会」と「熱い社会」という理念的対比を念頭において、冷たい社会における社会像の産出とその秩序維持のメカニズムを現代社会にも残存する諸要素と通底させるかたちで例証してみせた『野生の思考』が発表された。

## 思想的特色
彼の人類学におけるデータ分析の方法論において中心をなすのは、言語学とりわけ、ソシュールからヤコブソンへといたる構造言語学における音韻論および、フランス社会学年報派、とりわけデュルケムの流れを汲む社会学者マルセル・モースの社会学＝人類学思想の2つであるといえる。
ただし、さまざまな著作の随所で度々述べられているように、青年期に親しんだマルクス主義や、地質学への興味に見られる博物学的関心（こうした性向から、ときにゲーテが研究した自然学への親近感を表明することもある）に加え、芸術家の出入りが多い環境で育ったこともあり、西洋クラシック音楽におけるワーグナーやストラヴィンスキー、絵画におけるシュルレアリズムやキュビズムなど、同時代のアヴァンギャルド芸術思潮からの影響も多分に受けており、こうした多方面的な知識が、彼の著作を単なる人類学における論文や著書とは一線を画したものにしており、多くの言語に訳されている。

### 親族構造の分析-『親族の基本構造』から『親族の複合構造』へ
未開社会の婚姻規則の体系、無文字社会を贈与の問題や、記号学的立場から分析した。オーストラリア先住民（アボリジニ）と東南アジア・古代中国・インド・北東アジアの婚姻規則の体系を構造言語学のインスピレーションをもとにして統一的観点からの分析をし、博士論文となった1949年の『親族の基本構造』において自らの基本的立場を明らかにした。
この「構造」に、群論を使った数理的な解析を与えたのは、数学者のアンドレ・ヴェイユ（かのブルバキの結成メンバーであり、シモーヌ・ヴェイユの兄である）である。

### 「未開社会」観の変革
レヴィ＝ストロースは、『野生の思考（パンセ・ソバージュ）』（1962年）などにおいて、従来の「野蛮（混沌）」から洗練された秩序が形作られたとする西洋中心主義に対し、混沌の象徴と結びつけられた「未開社会」においても一定の秩序・構造が見いだせると主張し、オリエンタリズム的見方に一石を投じた。これは、後のポストコロニアリズムで特に高く評価されている。なお、『パンセ・ソバージュLa pensée sauvage』の題は、パスカルの『パンセ』を元にしたといわれ「野生の三色すみれ」の意味もある。

## 関わった論争

### 『弁証法的理性批判』をめぐって-サルトルとの論争
1962年の『野生の思考』の最終章「歴史と弁証法」においてレヴィ=ストロースは、サルトルの実存主義を強烈に批判した。このことから、実存主義に対立し、それを乗り越えるものとしての構造主義という思潮が、ときには過剰なまでにもてはやされる契機となった。本人はその後も、センセーショナルな流行からはつねに距離をとり、10年もの歳月をかけて、ライフワークとなった4巻に及ぶ『神話論理』（『生のものと火にかけたもの』、『蜜から灰へ』、『テーブルマナーの起源』、『裸の人』）を完成させ、神話研究において不滅の業績を残した。
彼の問題意識はサルトルの実存主義という主体偏重を批判し、西洋社会における、西洋中心主義に対する批判的意識から出発している。前者に対しては、主体ではなく、主体間の構造こそが重要だと主張し（主体が使う言語は共同体社会によって生み出された構造主義的なものなので、絶対的な主体ではありえない）、後者に対しては、どのような民族においてもその民族独自の構造を持つもので、西洋側の構造でその他の構造に対して優劣をつけることなど無意味だと主張した。

### デリダによる批判
橋爪大三郎の分析によると、
- ジャック・デリダは、従来のパロール（話し言葉）中心の言語分析（ロゴス中心主義（en:Logocentrism）、音声中心主義（en:Phonocentrism）という語をデリダは使った）に反対し、エクリチュール（文字）を重視せよと主張していた。
- そのデリダから見ると、レヴィ＝ストロースは音韻論を人類学に持ち込み、なおかつ社会が出来てから文字が出来るという後成説を採っているので、デリダの批判するロゴス中心主義者と映る。

そのため、デリダは、レヴィ＝ストロースを批判したとされる。
しかし、同じく橋爪大三郎の指摘によれば、レヴィ＝ストロースの主張とデリダの批判の間には噛み合っていない部分が多く、またレヴィ＝ストロースの専門（人類学）とデリダの専門（言語分析）は必ずしも矛盾しないとされ、すなわちデリダによる批判という見解にはやや的外れな点があるとされる。

### リーチによる批判
英国の社会人類学者エドマンド・リーチは、レヴィ＝ストロースの親族研究を多岐に渡って批判している。しかし、小田亮の分析によると、これはリーチ自身、「基本構造」という語が、交叉イトコ婚（いとこ婚#文化人類学におけるいとこ婚）による婚姻体系ではインセスト・タブーと外婚制が裏表となっているという意味で「基本」構造と呼ばれていることを理解していないためであり、また経済的に何の利益もない「交換のための交換」が社会生成に関係するということを捉え損なっているためであるという。
詳しくは、小田亮『レヴィ＝ストロース入門』（ちくま新書、2000年）と、エドマンド・リーチ『レヴィ＝ストロース』（吉田禎吾訳、ちくま学芸文庫、2000年）を参照。

## エピソード・来日ほか
- レヴィ＝ストロース（Lévi-Strauss）が姓である。ジーンズのブランドリーバイスの創始者リーヴァイ・ストラウス（Straussが姓）と似ているので、時折、関係があると誤解されることがあり、実際にリーバイス社が日本で紹介され始めた際には「レヴィ・ストロース社」とされることがあった。本人も、合衆国に出張した際、カリフォルニアのレストランで名前を告げると「pants or books?（ズボン、それとも本？）」と尋ねられたと語っている。
- 1955年に代表作『悲しき熱帯』を刊行し、センセーショナルに評価受容された際、ゴンクール賞を選定するアカデミー・ゴンクール（英語版）から、小説でないために『悲しき熱帯』を受賞作にできないのは、非常に残念だという旨のコミュニケが発表された。なおアカデミー・フランセーズ選出者は、賞を返上するという慣行があるらしく、仮にレヴィ＝ストロースが受賞した場合、この慣行が行われていた可能性がある。
- 1965年にトーマス・ハックスリー記念賞を受賞。
- 1973年にエラスムス賞を受賞。同年アカデミー・フランセーズ正会員に選ばれた。
- 国際交流基金の招きで1977年10月から11月に初来日、以後も1986年4月の他に数度来日し[16]、講演・シンポジウムや、日本人学者や日本学者らとの交流を行っている。日本文化を高く評価する親日家であり、1993年春の外国人叙勲で勲二等旭日重光章が授与されている。
- 1993年4月14-15日、NHK教育テレビ「ETV特集」で、弟子の川田順造によるロング・インタビュー「第1回 自然・人間・構造」、「第2回 日本への眼差し」を放映。のち白水社でビデオ化（別冊付）されたが絶版、未DVD。
- 2008年11月28日に100歳の誕生日を迎え、フランスでは記念行事が行われ、また政府はフランスで活動する人文社会科学者を対象とする「レヴィ＝ストロース賞」の創設を発表。
- 2009年10月30日深夜にフランス東部リニュロール村の別荘で死去した。遺言により親族による密葬を経て、11月3日に代理人でもある出版社が公表した。最後の様子は、川田順造『文化を交叉させる　人類学者の眼』（青土社、2010年5月、序文レヴィ＝ストロース）の著者あとがきに詳しい。後に『レヴィ＝ストロース論集成』（青土社、2017年4月）を出版。
- フランス語圏での伝記にドニ・ベルトレ『レヴィ＝ストロース伝』（藤野邦夫訳、講談社、2011年）、また入門書にカトリーヌ・クレマン『レヴィ＝ストロース』（塚本昌則訳、白水社<文庫クセジュ>、2014年）がある。
- 他の「構造主義者」と異なり、レヴィ・ストロースの文章は明晰であると評価されている。難解な言い回しを用いず、また彼の構造主義という発想の基点の一つである数学的知識に関しても誤った理解をすることなく受け入れたことで、後にフランス現代思想界を揺るがすアラン・ソーカルによる一連の批判（ソーカル事件）の対象外に置かれることとなった。

## 指導を受けた研究者たち
- ピエール・クラストル
- フランソワーズ・エリティエ＝オジェ
- フィリップ・デスコーラ
- モーリス・ゴドリエ
- ピエール・ブルデュー
- ミシェル・ペラン
- 川田順造 関連著書多数
- 渡辺公三 関連著書多数
- 吉田禎吾 『レヴィ＝ストロース　人と思想』（入門書で共著、清水書院、1991年、新版2015年）がある。
- 夏刈康男 社会学者

## 受章
アカデミー・フランセーズ公式ウェブサイトの情報による。
- レジオンドヌール勲章グランクロワ（フランス）
- 国家功労勲章コマンドゥール（フランス）
- 芸術文化勲章コマンドゥール（フランス）
- 教育功労章コマンドゥール（フランス）
- 王冠勲章（フランス語版）コマンドゥール（ベルギー）
- 南十字国家勲章（ポルトガル語版）コメンダドール（Comendador）（ブラジル）
- 勲二等旭日重光章（日本）
- 学術功労国家勲章（Ordem Nacional do Mérito Científico）グランクルス（Grã-Cruz）（ブラジル）

## 主要著作
- Gracchus Babeuf et le Communisme (publié par la maison d'édition du Parti ouvrier belge L'Églantine, 1926)
- La Vie familiale et sociale des Indiens Nambikwara (Paris, Société des américanistes, 1948)
- Les structures élémentaires de la parenté (Paris, Presses Universitaires de France, 1949)
  - 『親族の基本構造』（馬淵東一・田島節夫 監訳、花崎皋平ほか訳、番町書房、1977年）
  - 『親族の基本構造』（福井和美訳、青弓社、2000年）
- Introduction à l’œuvre de Marcel Mauss (Paris, Presses universitaires de France, coll. « Quadrige », septembre 1950. Réimpr. 2012)
  - 「マルセル・モース論文集への序文」、マルセル・モース『社会学と人類学Ｉ』（有地亨・伊藤昌司・山口俊夫訳、弘文堂、1973年）
- Race et Histoire (Paris, UNESCO, 1952)
  - 『人種と歴史』（荒川幾男訳、みすず書房、1970年、新装版2008年）
  - 「人種と歴史」（渡辺公三・福田素子訳、『人種と歴史／人種と文化』、新訳で後者は三保元訳、みすず書房、2019年所収）
- Le Père Noël supplicié (Les Temps modernes, mars 1952, p. 1572-90)), repris aux éditions des Sables, sur la route de l'Église à Pin-Balma, 1996.
  - 『サンタクロースの秘密』（中沢新一訳、せりか書房、1995年）
  - 『火あぶりにされたサンタクロース』（中沢新一訳、角川書店、2016年）、改題新編
- Tristes tropiques (Paris, Plon(Terre humaine), 1955. Réimpr. Pocket Paris 2005)
  - 『悲しき熱帯』（川田順造訳、中央公論社、1977年。中公クラシックス、2001年。各・全2巻）
  - 『悲しき南回帰線』（室淳介訳、講談社文庫、1971年。講談社学術文庫、1985年、全2巻）
- La geste d'Asdiwal(Annuaires de l'École pratique des hautes études, vol.66, 1957, pp.3-43)
  - 『アスディワル武勲詩』（西澤文昭訳／内堀基光解説、青土社、1974。ちくま学芸文庫、2011年）
- Anthropologie structurale (Paris, Plon, 1958)
  - 『構造人類学』（荒川幾男・生松敬三・川田順造・佐々木明・田島節夫訳、みすず書房、1972年）、新装版2023年ほか多数
- Entretiens avec Claude Lévi-Strauss par Georges Charbonnier (Plon et Julliard, 1961)
  - ジョルジュ・シャルボニエ『レヴィ=ストロースとの対話』（多田智満子訳、みすず書房、1970年）
- Le Totémisme aujourd'hui (Paris, PUF, 1962)
  - 『今日のトーテミスム』（仲澤紀雄訳、みすず書房、1970年、新版2020年、みすずライブラリー、2005年）
- La pensée sauvage (Paris, Plon, 1962)
  - 『野生の思考』 （大橋保夫訳、みすず書房、1976年）、度々新版
- Mythologiques, t. I : Le Cru et le Cuit (Paris, Plon, 1964 Document utilisé pour la rédaction de l’article)
  - 『神話論理Ⅰ　生のものと火を通したもの』（早水洋太郎訳、みすず書房、2006年）
- Mythologiques, t. II : Du miel aux cendres (Paris, Plon, 1967)
  - 『神話論理Ⅱ　蜜から灰へ』（早水洋太郎訳、みすず書房、2007年）
- Mythologiques, t. III : L'Origine des manières de table (Paris, Plon, 1968)
  - 『神話論理Ⅲ　食卓作法の起源』（渡辺公三・榎本譲・福田素子・小林真紀子訳、みすず書房、2007年）
- Mythologiques, t. IV : L'Homme nu (Paris, Plon, 1971. Document utilisé pour la rédaction de l’article)
  - 『神話論理Ⅳ-1　裸の人1』（吉田禎吾・木村秀雄・中島ひかる・廣瀬浩司・瀧浪幸次郎訳、みすず書房、2008年）
  - 『神話論理Ⅳ-2　裸の人2』（吉田禎吾・渡辺公三・福田素子・鈴木裕之・真島一郎訳、みすず書房、2010年）
- Race et Culture (conférence à l'UNESCO, 1971. Revue int. des sciences sociales (UNESCO), 1971. Unesco, et Claude Lévi-Strauss. Le racisme devant la science. (Unesco/Gallimard, 1973)
  - 「人種と文化」（三保元訳、『人種と歴史／人種と文化』、前者は渡辺公三・福田素子訳、みすず書房、2019年所収）
- Anthropologie structurale deux (Paris, Plon, 1973. Réimpr. 2009)　
収録されている論文は18編。邦訳は6編〔「人類学の創始者ルソー」「アスディワル武勲詩」「ウェネバゴ族の四つの神話」「神話はいかにして死ぬか」「構造主義とは何か」「人種と歴史」〕
- La Voie des masques (Pocket Agora no 25, 2004. 1re éd. Genève, éd. Skira, 1975 ; nouv.  éd. augmentée et rallongée de Trois Excursions, Plon, 1979) Document utilisé pour la rédaction de l’article
  - 『仮面の道』（山口昌男・渡邊守章訳、新潮社 叢書創造の小径、1977年／新編：渡辺公三補訳、ちくま学芸文庫、2018年）
- 『構造・神話・労働　クロード・レヴィ＝ストロース日本講演集』（大橋保夫編、三好郁朗・松本カヨ子・大橋寿美子訳、みすず書房、1979年、新装版2008年）- 1977年来日時の講演
- Myth and Meaning (Londres, Routledge & Kegan Paul, 1978)
  - 『神話と意味』（大橋保夫訳、みすず書房、新版2016年、みすずライブラリー、1996年）
- Le regard éloigné (Paris, Plon, 1983)
  - 『はるかなる視線』全2巻（三保元訳、みすず書房、1986 - 1988年、新版2006年）
- Paroles données (Paris, Plon, 1984)
  - 『パロール・ドネ』（中沢新一訳、講談社選書メチエ、2009年）
- La potière jalouse (Paris, Plon, 1985)
  - 『やきもち焼きの土器つくり』（渡辺公三訳、みすず書房、1997年）
- L'Anthropologie face aux problèmes du monde moderne (Paris, Le Seuil, 2011) 、1986年に日本で行った講演
  - 『レヴィ＝ストロース講義　現代世界と人類学』（川田順造・渡辺公三訳、サイマル出版会、1988年／新編・平凡社ライブラリー、2005年）
- De près et de loin (Paris, Odile Jacob, 1988)
  - 『遠近の回想』（ディディエ・エリボンとの共著。竹内信夫訳、みすず書房、1994年、増補版2008年）
- Des symboles et leurs doubles (Paris, Plon, 1989)
- Histoire de Lynx (Paris, Pocket, 1991)
  - 『大山猫の物語』（渡辺公三・福田素子・泉克典訳、みすず書房、2016年）
- Regarder écouter lire (Paris, Plon, 1993)
  - 『みる きく よむ』（竹内信夫訳、みすず書房、2005年）
- Saudades do Brasil (Paris, Plon, 1994)
  - 『ブラジルへの郷愁』（川田順造訳、みすず書房、1995年／普及版・中央公論新社、2010年）、主に写真解説
- Saudades de São Paulo (São Paulo, Companhia das letras, 1994)
  - 『サンパウロへのサウダージ』（今福龍太訳、みすず書房、2008年）、主に写真解説
- L'autre face de la lune. Écrits sur le Japon (Paris, Seuil, 2011)
  - 『月の裏側　日本文化への視角』（川田順造訳、中央公論新社、2014年）
- Nous sommes tous des cannibales (Paris, Seuil, 2013)
  - 『われらみな食人種（カニバル）　レヴィ＝ストロース随想集』（渡辺公三・泉克典訳、創元社、2019年）
- Anthropologie structurale zéro (Paris, Seuil, 2019)
  - 『構造人類学ゼロ』（佐久間寛監修、小川了・柳沢史明訳、中央公論新社、2023年）
- 『モンテーニュからモンテーニュへ』（真島一郎監訳、昼間賢訳、ちくま学芸文庫、2024年）- 未公刊の講演2編